# Herzog-Wilhelm-Straße
Die Herzog-Wilhelm-Straße in München liegt in der Altstadt und verläuft von der Herzog-Max-Straße bis zur Sendlinger Straße.

## Geschichte
Die Straße ist nach Herzog Wilhelm V. dem Frommen benannt. Seitdem die Stadtmauer zwischen der östlich gelegenen „Glockengasse“ (1805–1886) und der an der Westseite gelegenen Straße „Am Graben“ weggefallen ist und der Stadtgraben seit 1879 aufgefüllt war, bildeten die beiden  Straßen faktisch nur mehr eine Straße. Die Beibehaltung eines jeweils gesonderten Namens für die Ost- und für die Westseite dieser Straße erwies sich als unhaltbar.

## Lage
Die Herzog-Wilhelm-Straße beginnt an der Herzog-Max-Straße und verläuft parallel zur Sonnenstraße bis zur Sendlinger Straße. Auf Höhe der Josephspitalstraße spaltet sich die Straße in einen östlichen und westlichen Teil auf, um auf Höhe der einmündenden Kreuzstraße wieder zu verschmelzen. Zwischen diesen beiden Straßenzügen liegt der kleine Herzog-Wilhelm-Park mit mehreren Monumenten. Es ist die Freilegung des Westlichen Stadtgrabenbachs in der Parkanlage geplant. Im 19. Jahrhundert führten breite Terrassen vier Meter hinunter in den Graben, neben dem Bach flanierten die Münchner. Im neuen Konzept soll der Bach auf Parkniveau hochgepumpt werden.

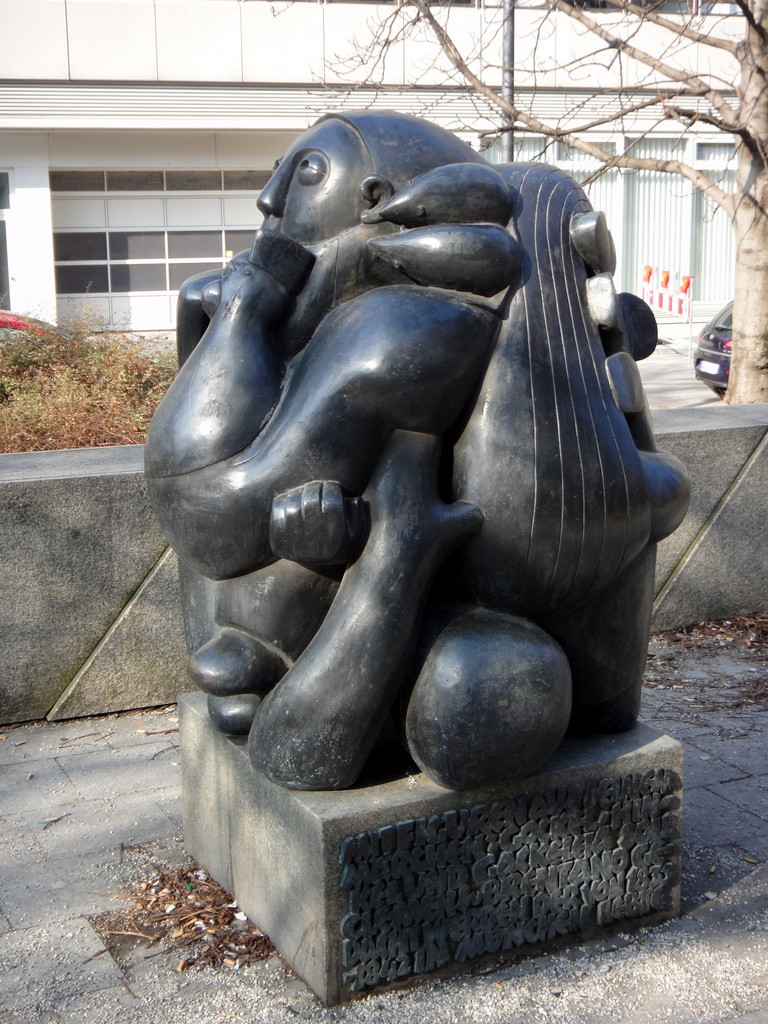
Denkmal für Clemens Brentano, Skulptur mit Figuren aus seinen Märchen, 1981 in der Herzog-Wilhelm-Straße
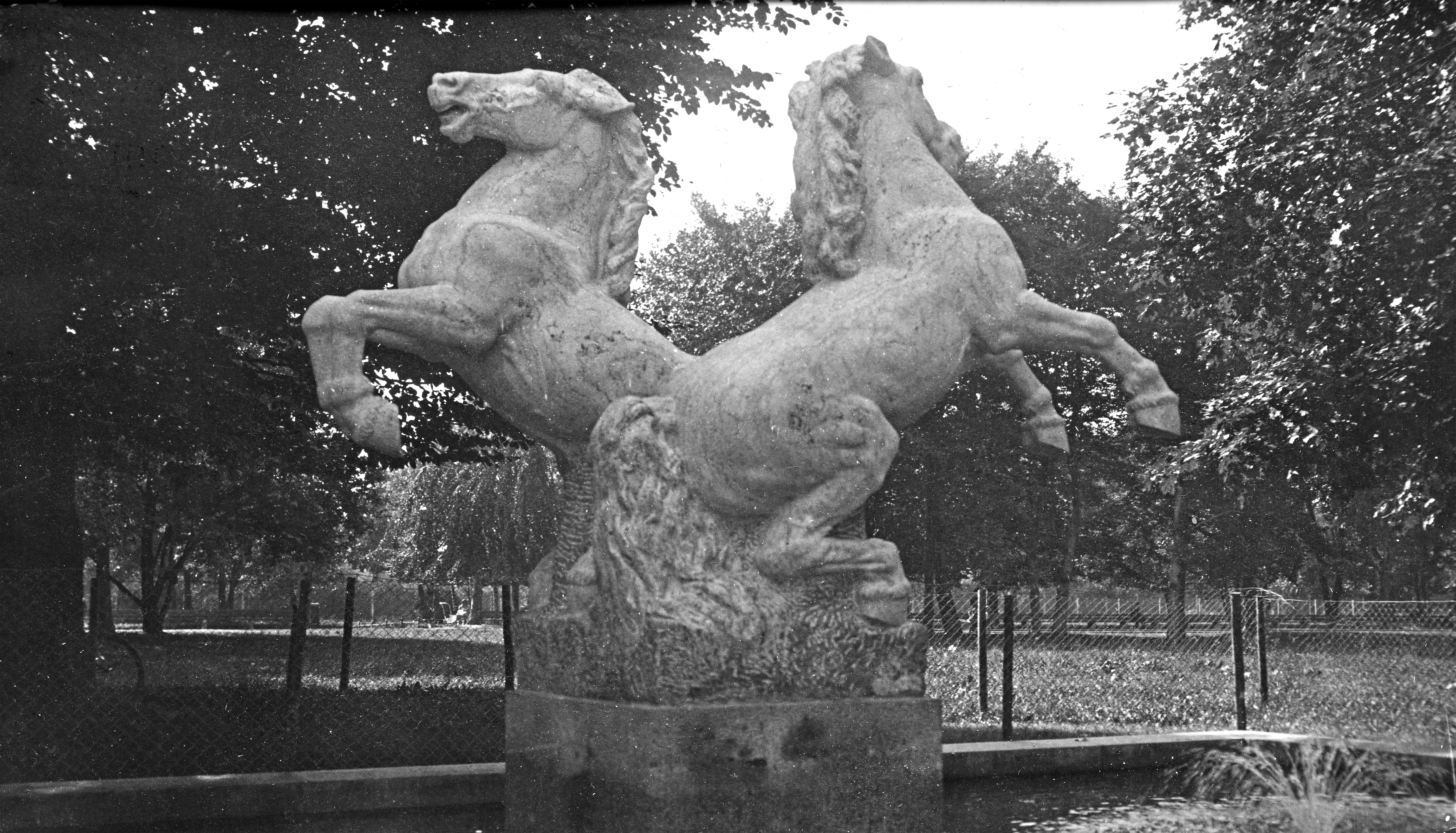
Ehemaliger Brunnen am Tassiloplatz in der Au, errichtet im Jahr 1934. Aufspringende Pferde von Franz Mikorey. Die Skulptur wurde im Jahr 1974 in den Grünanlagen an der Herzog-Wilhelm-Straße wieder aufgestellt.
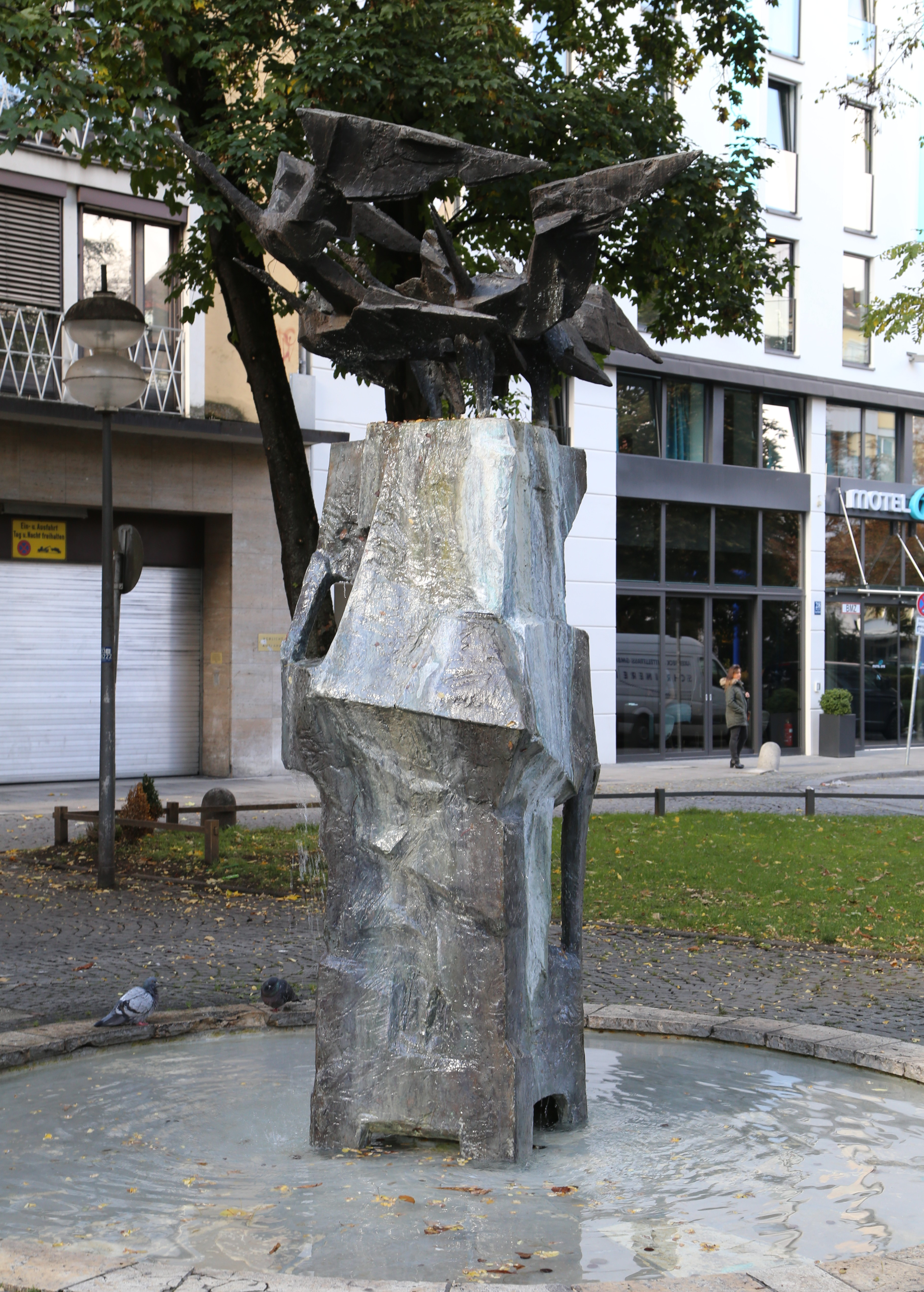
Auffliegende-Vögel-Brunnen an der Herzog-Wilhelm-Straße 30, 1967, von Karl Potzler
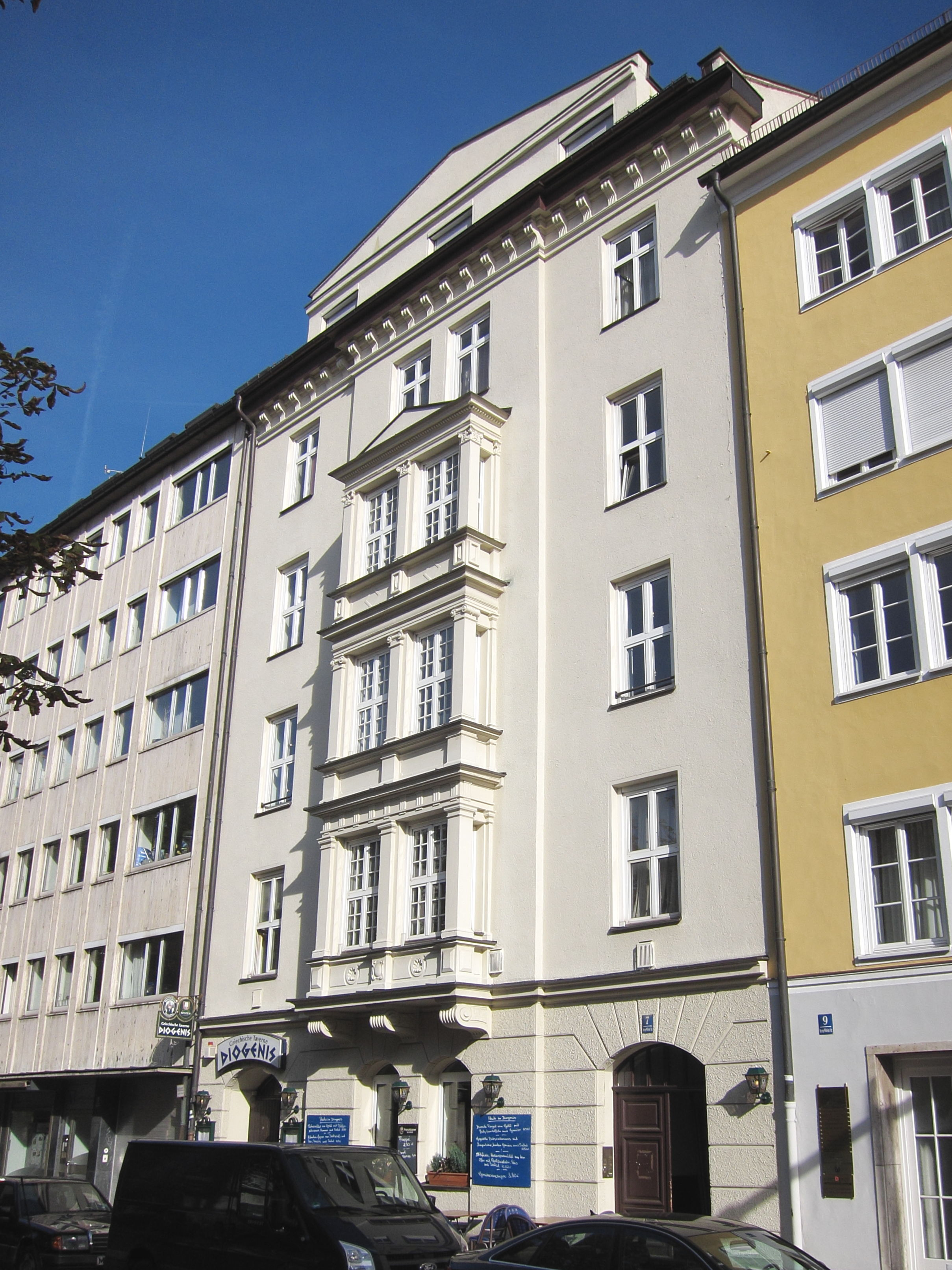
Herzog-Wilhelm-Straße 7, Neurenaissance mit Erker, Ende 19. Jahrhundert
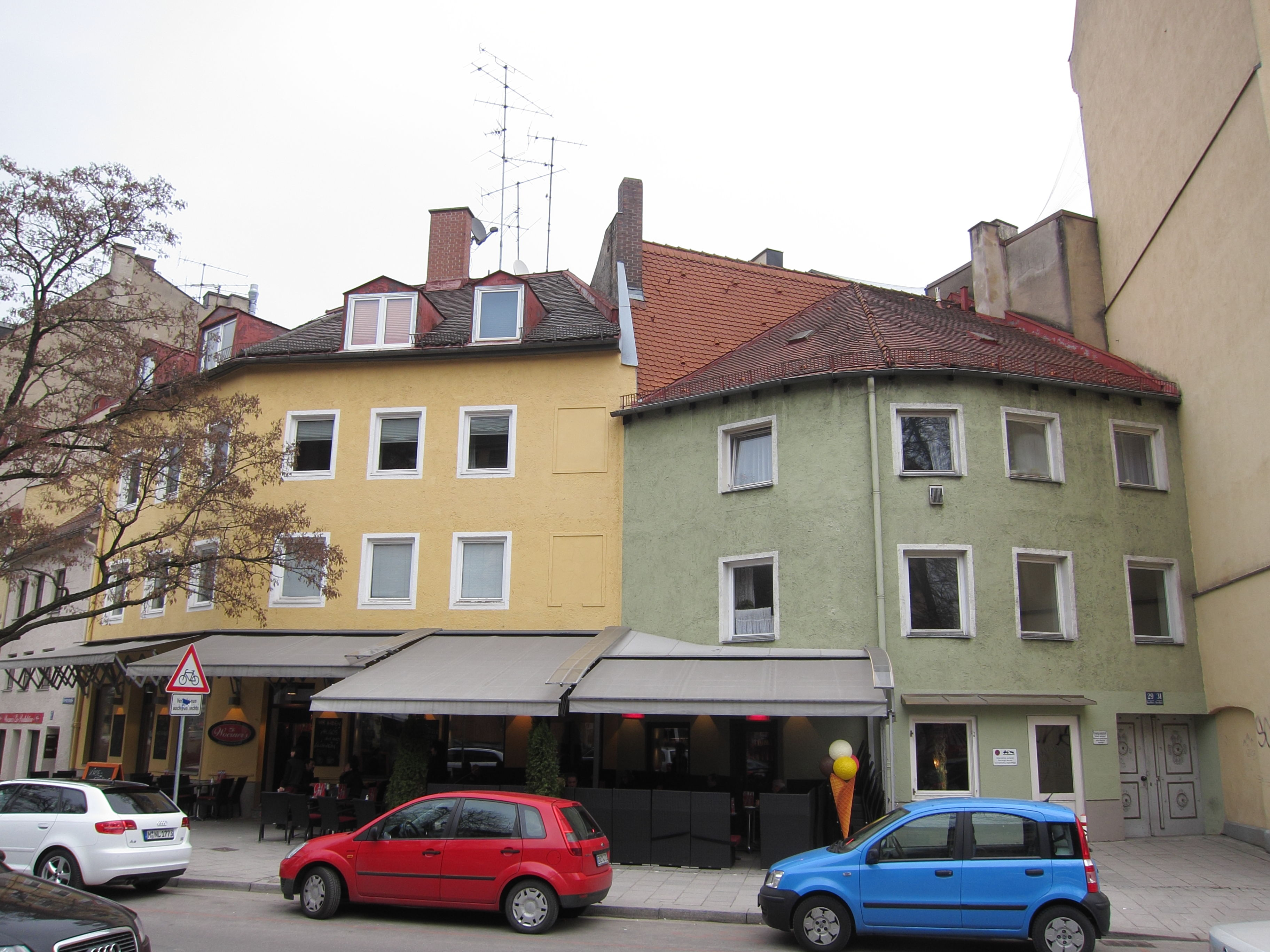
Herzog-Wilhelm-Straße 29 und 31, erbaut im 17. Jahrhundert